# Rainer Baumann (Musiker)

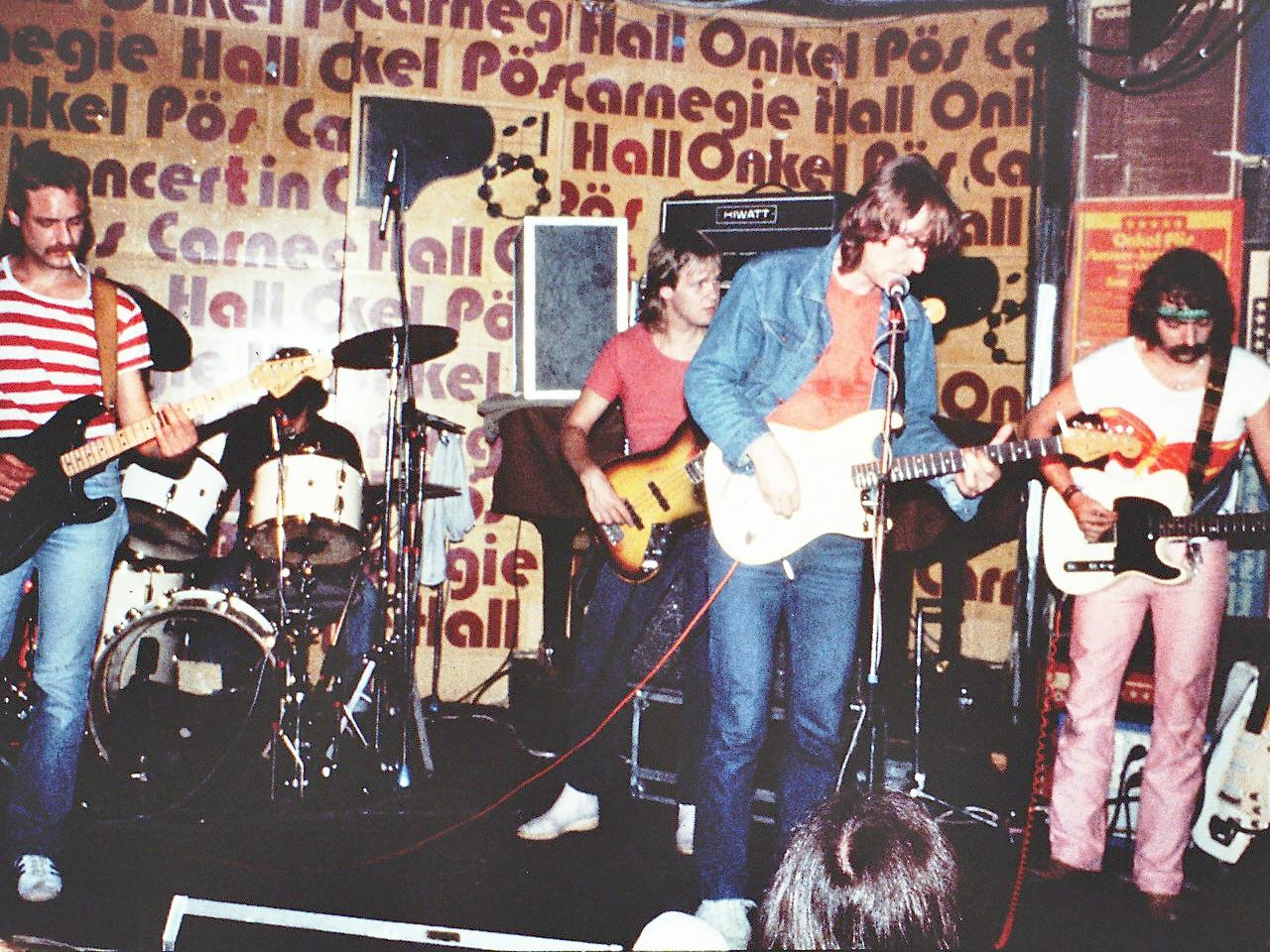
Onkel Pö (Rainer Baumann Band 29. August 1981)

Rainer Baumann (* 29. Juli 1949 in Villingen oder Schwenningen; † 14. November 2007 in Hamburg) war ein deutscher Gitarrist, Komponist und Texter.

## Allgemeines
Seit den 1960er Jahren wirkte Baumann in verschiedenen Bands mit. 1971 wurde er Mitglied bei Frumpy und national und international bekannt. Die Tageszeitung Die Welt verglich 1970 den damals 21-Jährigen mit Eric Clapton. 1972 wurde Baumann in der Musikzeitschrift Musik Express zum besten Gitarristen des Jahres gewählt; zahlreichere weitere Polls bestätigten diese Wahl.
Ab 1973 studierte er Musik am Hamburger Konservatorium; ab 1974 lehrte er mehrere Jahre als Dozent an der
Hochschule für Musik in Hamburg. Er schrieb zahlreiche Gitarrenlehrbücher und war ein gefragter Privatlehrer.
Nach der Auflösung von Frumpy gründete er die Rainer Baumann Band, mit welcher er bis zu seinem
Bühnenabschied Ende der 1990er Jahre tourte. 1995 feierte er sein 25-jähriges Bühnenjubiläum, unter anderem mit Inga Rumpf und Jack Bruce. Daneben war er u. a. in Produktionen von Champion Jack Dupree, Achim Reichel, Jutta Weinhold und Randy Pie zu hören. 1982 nahm Rainer Baumann eine Hommage-LP mit Jimmy-Reed-Klassikern auf, die er im eigenen Stil interpretierte. Am 7. Dezember 2007 wurde bekanntgegeben, dass Rainer Baumann Mitte November verstorben sei.

## Diskografie

### Mit der Rainer Baumann Band
- 1980: Meet Me in the Bottom (Line Records)
- 1981: Hang On Loose (Line Records)
- 1983: Same Thing (Line Records)
- 1984: Fooling Around (Line Records)
- 1993: Realice the Good Times (AWS Records)
- 1997: Icecold Daydream (conTour Music)

### Solo
- 1981: Guitars In Flagranti (mit Kai Weirup – Woolfe Records)
- 1982: Adoring Jimmy Reed (Line Records)

### Mitwirkung
- 1974: The Hamburg Session (Champion Jack Dupree)

## Musikliteratur
- Rock- und Harmonielehre. Zimmermann, Frankfurt 1988, ISBN 3-921729-27-0
- RockGuitarScales. AMA, Brühl (Köln) 1990, ISBN 3-927190-02-0
- Die Sprache der Rock- und Bluesgitarre. Rhinohorn Publications, Hamburg 2001, ISBN 3-8311-1970-8 (Band 1) und ISBN 3-8311-2145-1 (Band 2)